# 1987–1988-as magyar jégkorongbajnokság
Az 51. első osztályú jégkorong bajnokságban hét csapat indult el. A mérkőzéseket 1987. november 20. és 1988. március 7. között rendezték meg.

## Alapszakasz végeredménye
|    | Csapat              | M  | GY | D | V  | GK       | Pont |
| -- | ------------------- | -- | -- | - | -- | -------- | ---- |
| 1. | Újpest Dózsa        | 24 | 21 | 2 | 1  | 241 - 55 | 44   |
| 2. | Ferencváros         | 24 | 21 | 0 | 3  | 175 - 53 | 42   |
| 3. | Alba Volán          | 24 | 12 | 1 | 11 | 110 - 96 | 25   |
| 4. | Miskolci Kinizsi    | 24 | 10 | 1 | 13 | 77 - 99  | 20*  |
| 5. | Jászberényi Lehel   | 24 | 9  | 1 | 14 | 82 - 170 | 18*  |
| 6. | Dunaújvárosi Kohász | 24 | 6  | 1 | 17 | 65 - 141 | 13   |
| 7. | Liget SE            | 24 | 2  | 0 | 22 | 53 - 189 | 3*   |

* A csapatokat 1 büntetőponttal sújtották.

## Helyosztók
Döntő: Újpesti Dózsa - Ferencváros 2-1 (2-1, 4-5, 7-0)
Harmadik helyért: Alba Volán - Miskolci Kinizsi 2-0 (2-0, 6-2)
Ötödik helyért:  Dunaújvárosi Kohász - Jászberényi Lehel 0-2 (2-7, 1-7)

## Bajnokság végeredménye
1. Újpesti Dózsa

2. Ferencvárosi TC

3. Alba Volán SC

4. Miskolci Kinizsi

5. Jászberényi Lehel

6. Dunaújvárosi Kohász

5. Liget SE

## AzÚjpest Dózsabajnokcsapata
Ancsin János, Ancsin László, Balog Béla, Bodor Zsigmond, Eperjessy Miklós, Farkas József, Flóra Péter, Füzesi József, Géczi Gábor, Gogolák László, Horváth István, Kevevári Kálmán, Kovács Csaba, Kucsera Péter, Lantos Gábor, Legéndi Imre, Leleszi Zoltán, Pápai Miklós, Pék György, Saáry Előd, Scheiber Zoltán, Szabó István,
vezetőedző: Szeles Dezső

## A bajnokság különdíjasai
- Az évad legjobb ifjúsági korú játékosa (Leveles Kupa): Hiller Péter (Ligeti SE)

## Külső hivatkozások
- a Magyar Jégkorong Szövetség hivatalos honlapja